# Шипотик
Шипотик — струмок (річка) в Україні у Перечинському районі Закарпатської області. Права притока річки Шипіт (басейн Дунаю).

## Опис
Довжина струмка приблизно 5,20 км, найкоротша відстань між витоком і гирлом — 4,56  км, коефіцієнт звивистості річки — 1,14 . Формується багатьма струмками.

## Розташування
Бере початок на південно-східних схилах гори Менчул (1294,4 м). Тече переважно на південний схід понад урочищем Підкам'яне і у заказнику Шипіт і впадає у річку Шипіт, верхню частину річки Тур'ї.

## Цікаві факти
- Від гирла струмка на північно-східній стороні на відстані приблизно 510 м на річці Шипіт розташоване Форелеве говподарство «Шипот»[4].